# فیشباشاو
فیشباشاو (به آلمانی: Fischbachau) یک شهر در آلمان است که در بایرن واقع شده‌است.

## خصوصیات
فیشباشاو ۷۵٫۹۱ کیلومترمربع مساحت دارد ۷۷۱ متر بالاتر از سطح دریا واقع شده‌است.

## خواهرخوانده
شهر Castagnaro خواهرخواندهٔ فیشباشاو هست.